# Dimitris Liantinis
Dimítris Liantínis (en grec moderne : Δημήτρης Λιαντίνης) est un philosophe grec né le 23 juillet 1942 et disparu volontairement en juin 1998 en se retirant dans une grotte où l'on a retrouvé son squelette en 2005.

## Biographie
Il a enseigné la philosophie durant une trentaine d’années à l'université nationale et capodistrienne d'Athènes. Il a également enseigné les sciences de l'éducation. Il a été très influencé par les présocratiques et la pensée de Friedrich Nietzsche. Par ailleurs, il est poète. Son épouse, Niκolítsa Georgopoúlou, est aussi professeur de philosophie à l'université d'Athènes et son œuvre est focalisée sur l'ontologie et la métaphysique classique.
L'œuvre de Liantínis est très diversifiée et multiple. Éros et Thanatos sont au centre de sa pensée philosophique. Il a mis l'accent sur la poésie de Rainer Maria Rilke en montrant son originalité. L’Académie d’Athènes l’a couronné pour son livre concernant Dionýsios Solomós, un grand poète grec. Liantínis a également disséqué le discours poétique de Georges Séféris, prix Nobel de littérature en 1963. Il a aussi écrit des livres concernant les sciences de l'éducation ou l'histoire de la philosophie et il a traduit l'Ecce Homo de Nietzsche. Son livre le plus réputé est Gemma, une critique contemporaine de la culture grecque. 
Dimítris Liantínis a disparu en 1998 en laissant une lettre pour sa fille. Son recueil de poèmes a été publié et préfacé par son épouse en 2006.